# ها قد أشرقت الشمس
ها قد أشرقت الشمس (بالإنجليزية:  Here comes the sun)‏. أغنية لفرقة البيتلز البريطانية. تعتبر من أشهر أغاني فرقة البيتلز وصدرت في آخر ألبوم والذي كان بعنوان Abbey Road وصدر عام 1969.

## قصة الأغنية
تتحدث الأغنية عن شروق الشمس أخيرًا بعد شتاء قاس ويروي فيها المغني لحبيبته عن معاناة وبرد الشتاء. ولكن شروق الشمس لا يعني بالضرورة أن الشتاء هو فصل الشتاء، بل ربما تعني بداية أمل جديد بعد مرحلة من اليأس. ومما يدفع باتجاه ذلك التأويل هو الظروف التي سبقت تأليف الأغنية فقد كان جورج هاريسون يعاني من مشاكل في العمل مع أعضاء الفرقة الآخرين وأجرى عملية استئصال اللوزتين، ودخل السجن لفترة بسبب حمله لممنوعات. ولكن الأمل ينبثق مع الأغنية التي ترمز إلى عودة وتألق الحياة من جديد. أدت المغنية الأمريكية نينا سيمون الأغنية أيضا وحقّقت نجاحا كبيرًا.